# Hearts of Iron
Hearts of Iron (tạm dịch: Trái tim sắt đá) là trò chơi máy tính thuộc thể loại wargame đại chiến lược thời gian thực lấy bối cảnh Thế chiến II trong khoảng thời gian 1936-1948 do hãng Paradox Interactive phát triển và Strategy First phát hành vào ngày 24 tháng 11 năm 2002, bản Macintosh do hãng Virtual Programming phát hành vào tháng 10 năm 2003.
Sau sự thành công của phiên bản đầu, nhà sản xuất lần lượt tung ra các bản tiếp theo gồm Hearts of Iron II phát hành vào năm 2005 với một số thay đổi trong cây công nghệ và lối chơi. Hearts of Iron III được phát hành vào ngày 7 tháng 8 năm 2009 với sự cách tân toàn bộ từ đồ họa, âm nhạc cho đến lối chơi đầy phức tạp. Hearts of Iron - The Card Game (trò chơi thẻ bài) chỉ dành cho chơi miễn phí, trò chơi thu thập thẻ bài dựa trên trình duyệt được phát hành vào ngày 3 tháng 10 năm 2011.

## Cách chơi
Hearts of Iron dựa trên engine của dòng game Europa Universalis rất thành công của Paradox nhưng có nhiều thay đổi như sau: 
- Cây công nghệ được chia thành 14 phần (bộ binh/pháo binh/công nghiệp/đơn vị thiết giáp/hải quân/v.v.), với hàng chục công nghệ có thể nghiên cứu được trong từng bộ phận và khả năng tùy chỉnh một số đơn vị.
- Một mô hình kinh tế dựa vào tài nguyên thiên nhiên: than đá, thép, cao su và dầu mỏ mà quân đội và ngành công nghiệp phụ thuộc vào đấy.
- Có thể lựa chọn một số nhà lãnh đạo quân sự và chính trị cũng như bất kỳ quốc gia nào trên thế giới.
- Một loạt các đơn vị quân đội từ lực lượng dân quân thuộc địa đến tên lửa đạn đạo liên lục địa.
- Kiểu mẫu thời tiết có thể ảnh hưởng đến di chuyển và hiệu quả chiến đấu của đơn vị.

Lối chơi tập trung vào sự tồn tại (hoặc trước hoặc suốt) chiến tranh thế giới thứ hai và người chơi có thể gây ra hoặc chứng kiến các sự kiện khác nhau từ cách mà chúng xảy ra xét về mặt lịch sử. Hearts of Iron được xem như một trò chơi lịch sử thay thế. 
Có ba liên minh chính trong game gồm phe Đồng minh, Phát xít và Quốc tế Cộng sản mà người chơi có thể tham gia hoặc đứng ngoài cuộc. Trò chơi kết thúc khi chỉ còn lại một liên minh trụ vững hoặc vào nửa đêm ngày 30 Tháng 12 năm 1947 và liên minh chiến thắng được xác định thông qua hệ thống điểm chiến thắng, tính điểm để liên minh kiểm soát các khu vực hoặc thành phố trọng điểm.

## Kiểm duyệt
Hearts of Iron đã bị cấm ở nước Cộng hòa Nhân dân Trung Hoa bởi vì game mô tả Tây Tạng, Tân Cương và Mãn Châu là những quốc gia độc lập, còn Đài Loan thì thuộc quyền kiểm soát của Nhật Bản (về mặt lịch sử, Đài Loan vẫn nằm dưới sự cai trị của người Nhật vào thời điểm đó). Paradox Interactive đề cập rằng game làm đúng theo sự thực lịch sử và nó đại diện cho thời kỳ khó khăn "mà Trung Quốc phải chịu đựng, cũng như những khó khăn chồng chất mà Đảng Cộng sản Trung Quốc đã vượt qua để giành chiến thắng trong cuộc nội chiến Trung Quốc.